# Институт за икономически изследвания
Институтът за икономически изследвания е научно звено в научно-изследователското направление по човек и общество на Българската академия на науките. Той е създаден през 1949 година като самостоятелно специализирано звено на БАН в областта на икономическите науки. Мисията на института е да подпомага икономическото развитие и успешната интеграция на България в Европейския съюз чрез научни изследвания, оценки и предложения за икономическата политика на държавата и бизнеса, както и чрез обучение на учени и специалисти.